# In Visible Silence
In Visible Silence è un album discografico del gruppo musicale Art of Noise pubblicato nel 1986.

## Tracce
Side 1
1. Opus 4 – 1:59
2. Paranoimia – 4:46
3. Eye of a Needle – 4:25
4. Legs – 4:06
5. Slip of the Tongue – 1:30
6. Backbeat – 4:12

Side 2
1. Instruments of Darkness – 7:12
2. Peter Gunn (featuring Duane Eddy) – 3:55
3. Camilla: The Old, Old Story – 7:23
4. The Chameleon's Dish – 4:17
5. Beatback – 1:19